# Berliner Institut für kritische Theorie
Das Berliner Institut für kritische Theorie  (InkriT) ist ein eingetragener und gemeinnütziger Verein. Die wissenschaftliche Leitung hat Wolfgang Fritz Haug, erster Vorsitzender ist  Hansjörg Tuguntke, Ehrenvorsitzende ist die ehemalige Vorsitzende Frigga Haug.

## Geschichte und Veröffentlichungen
Das Institut wurde 1996 von Wolfgang Fritz Haug und anderen gegründet. Anlässlich des 60. Todestages von Antonio Gramsci fand vom 18. bis 20. April 1997 die Gründungskonferenz im Berliner Jagdschloss Glienicke statt. Mehr als 70 Wissenschaftler waren hieran beteiligt. Zu den Teilnehmern gehörten u. a. auch Frank Deppe und Harald Neubert. Einige Ergebnisse wurden 1998 in dem vom Argument Verlag herausgegebenen Buch Gramsci-Perspektiven veröffentlicht.
Neben der Herausgabe des Historisch-Kritischen Wörterbuches des Marxismus (HKWM) stehen die Publikationen der Gefängnishefte und Gefängnisbriefe von Antonio Gramsci, so wie der gesammelten Schriften von Klaus Holzkamp im Vordergrund der Aktivitäten. 2005 hat das InkriT die Herausgabe der Zeitschrift Das Argument übernommen. Zudem erscheint in loser Folge die Reihe Berliner Beiträge zur kritischen Theorie. So erschien 2009 das zweibändige Werk von Domenico Losurdo zu Nietzsche auf Deutsch. 2011 wurde die Feministische Sektion des InkriT ins Leben gerufen, welche der Erarbeitungs-Prozess des Historisch-Kritischen Wörterbuches des Marxismus begleitet und darüber hinaus das mehrbändige Historisch-kritische Wörterbuch des Feminismus (HKWF) publiziert.